# Havelock (Caroline du Nord)
Pour les articles homonymes, voir Havelock.
Havelock est une ville du comté de Craven, situé en Caroline du Nord, aux États-Unis. Sa population en 2008 était de 21 764 hab. Elle est le siège de la Marine Corps Air Station Cherry Point, la plus grande base aérienne des marines américains. Elle est intégrée à l'aire métropolitaine de New Bern.

## Histoire
Havelock est une des huit villes appelées d'après Henry Havelock, un officier britannique des Indes, qui s'est particulièrement distingué pendant la révolte des cipayes en 1857.
D'abord appelée Havelock Station à la fin des années 1850 quand la Atlantic and North Carolina railroad a construit un dépôt là où se trouve aujourd'hui le Miller Boulevard. La ville a été le théâtre du début de la bataille de la guerre de Sécession connue sous le nom de bataille de New Bern.
La production de fournitures navales, y compris l'essence de térébenthine et de goudron était très important dans l'économie locale au cours du XIXe siècle. Avec l'invention de la navigation à vapeur, la demande pour ces ressources s'est raréfiée du fait de la baisse de la construction de bateaux en bois. Beaucoup de distillateurs de térébenthine se sont alors tournés vers la production d'alcool de contrebande pour survivre.
En 1940, Havelock a accueilli la base aérienne de Cherry Point. Elle offre depuis des possibilités d'emploi pour les résidents locaux.
La ville n'a été incorporée qu'en 1959.

## Démographie
| 1960  | 1970  | 1980   | 1990   | 2000   | 2010   |
| ----- | ----- | ------ | ------ | ------ | ------ |
| 2 433 | 3 012 | 17 718 | 20 268 | 22 442 | 20 735 |

## Source
- (en) Cet article est partiellement ou en totalité issu de l’article de Wikipédia en anglais intitulé « Havelock, North Carolina » (voir la liste des auteurs).